# Thyca lactea
Espèce
Synonymes
- Kiramodulus lacteus Kuroda, 1949[2]
- Thyca (Kiramodulus) lactea (Kuroda, 1949)[2]

Thyca lactea est une espèce de petit mollusque gastéropode appartenant au genre Thyca au sein de la famille Eulimidae.

## Taxinomie
L'espèce est décrite par le zoologiste japonais Nagamichi Kuroda en 1949 puis à nouveau en 1980 par Anders Warén.

## Distribution
T. lactea est présent dans l'océan Pacifique.